# Maria Meijll
Maria Meijll (Amsterdam, 3 settembre 1950) è un'ex cestista olandese.

## Carriera
Con i Paesi Bassi ha disputato i Campionati europei del 1972.